# Discrimination systémique
 (juillet 2021).
Le processus de discrimination systémique est, dans l'organisation sociale, l'ensemble des discriminations qui relèvent de relations systémiques de fonctionnement d'une société donnée.
La discrimination systémique se distingue du racisme systémique, notamment par le fait que ce dernier présuppose « la construction sociale des races comme réelles, différentes et inégales (racialisation) », alors que la discrimination n'est pas nécessairement liée à des considérations raciales.
Les discriminations sociales sont le fruit de processus historiques qui ont pour effet, par exemple, de rendre moins accessible à certains groupes l'accès aux soins et à la santé, à un logement décent ou à un emploi stable. Les discriminations systémiques sont donc constituées par ces processus qui maintiennent les positions sociales inégalitaires en fonction de stéréotypes et de préjugés, ou plus généralement de préférences ou d'affinités, qui peuvent notamment être liées à des questions de proximité culturelle ou à des facteurs linguistiques, par exemple le niveau de maîtrise d'une langue commune,.

## Définition
La discrimination systémique fait référence à des discriminations récurrentes renforcées par des inégalités de pouvoir et de statut qui sont inscrites dans l'organisation sociale, bien que souvent faites par des individus, puisque des facteurs sociologiques tels que les normes sociales, la position sociale, l'autorité, les privilèges vont influer : « De plus, rappelons-nous que la capacité des individus à discriminer est intégralement liée à leur position, à leur autorité, à leur pouvoir et à leurs privilèges au sein des organisations. Ça veut dire qu’on ne peut pas ignorer les dynamiques de pouvoir entre, par exemple, un superviseur et son employé, entre un policier et un suspect et entre un professeur et son étudiant. En gros, on ne peut pas séparer la discrimination individuelle de son contexte organisationnel. Donc, quand la discrimination individuelle est récurrente au sein d’une organisation, ou lorsqu’elle est renforcée par des inégalités de pouvoir et de statut, cela devient plus qu’un problème individuel. C’est un problème systémique. ».

## Dans les sociétés islamiques
Les minorités religieuses y subissent de nombreuses discriminations.
En Arabie saoudite, bien que les femmes aient acquis certains droits, le fonctionnement de la société saoudienne ne leur permet pas de les exercer comme la conduite.

## Au Canada
La discrimination systémique est reconnue depuis les années 1980 par la Cour suprême du Canada,.

### Au Québec
Selon la Commission des droits de la personne et des droits de la jeunesse du Québec, la discrimination systémique est :« […] la somme d'effets d'exclusion disproportionnés qui résultent de l'effet conjugué d'attitudes empreintes de préjugés et de stéréotypes, souvent inconscients, et de politiques et pratiques généralement adoptées sans tenir compte des caractéristiques des membres de groupes visés par l'interdiction de la discrimination ».
Le premier ministre du Québec François Legault considère qu'il n'y a pas de racisme systémique au Québec. En 2020, il a par ailleurs affirmé « que la discrimination existe au Québec, mais [qu']il n'y a pas de discrimination systémique », en ce sens qu'il « n’y a pas de système de discrimination ». Quelques mois plus tard, son gouvernement se montrait ouvert à reconnaître l’existence de « discrimination systémique » à l’égard des Autochtones, mais cette reconnaissance n'a toujours pas été officialisée en date d'avril 2022.

## En France

### Police et discrimination systémique
Selon un rapport du Défenseur des droits (2017), les jeunes hommes de 18 à 25 ans perçus comme noirs ou arabes en France déclarent être davantage tutoyés, insultés et brutalisés que l'ensemble de la population lors de leur dernier contrôle d'identité. La fréquence des contrôles d'identité pour cette population serait ainsi 20 fois supérieure à la moyenne,. Ces expériences s'associeraient à une perte de confiance envers les forces de police, mais ne mènerait à aucune action en justice : seulement 5 % des personnes déclarant ces manquements à la déontologie engagent des démarches juridiques, les considérant inutiles. En effet, les démarches aboutissent rarement et les peines, quand elles sont prononcées, sont souvent légères. Sur un échantillon de 5 000 personnes interrogées en France en 2017, 80 % des personnes correspondant au profil de « jeune perçu comme noir ou arabe » déclarent avoir été contrôlées dans les cinq dernières années, contre 16 % pour le reste des enquêtés,.
L'État a porté plainte contre lui-même pour cette discrimination raciale. Après la condamnation, Manuel Valls pourvoit le cas en Cour de cassation, argumentant que comme il s'agit d'appréhender des étrangers en situation irrégulière, il est normal que les Noirs et les Arabes soient plus contrôlés.
En juin 2020, le Défenseur des droits, saisi d'une affaire de violences policières à Paris, dénonce un « harcèlement discriminatoire [...]  cumul des pratiques et stéréotypes qui visent des groupes de personnes dans leur globalité »,, tout en indiquant « mais ça ne veut pas dire que systématiquement, la police discrimine » et en appelant à une traçabilité des contrôles d'identité, pour limiter les contrôles au faciès qui sont, selon l'institution, une réalité sociologique.
Arte radio et Mediapart dévoilent en juin 2020 le témoignage d'un policier de l'Unité d’assistance administrative et judiciaire qui a déposé plainte après avoir découvert « un groupe de messages audio de ses collègues sur WhatsApp. Des propos racistes et sexistes assumés qui vont parfois jusqu'au fascisme et au suprémacisme blanc »,,,. Mis en cause en décembre 2019, les policiers concernés sont renvoyés en conseil de discipline à la suite d’une enquête disciplinaire, également en juin 2020.
Une enquête du site StreetPress porte en juin 2020 sur un groupe privé Facebook, qui comprendrait 8 000 membres des forces de l'ordre. Selon l'enquête, les « messages haineux, racistes, sexistes, homophobes et vulgaires » y seraient très nombreux. Le ministre de l'Intérieur saisit le parquet de Paris, qui ouvre une enquête préliminaire pour « injure publique à caractère raciste » et « provocation publique à la haine raciale ». L'ancienne Garde des Sceaux Christiane Taubira estime alors que « chaque dérapage individuel tache l'institution toute entière », ainsi que « dans la police, comme dans d'autres institutions, il y a de la diversité, mais il y a aussi des mécanismes qui compliquent l'accès des jeunes des banlieues aux responsabilités, aux postes et aux institutions », alors que Damien Abad récuse l'existence d'un « racisme systémique, institutionnalisé et organisé en France ».

## Critique du concept
Pour Pierre-André Taguieff, les notions de « racisme institutionnel », « racisme structurel » et « racisme systémique » dérivent de la définition antiraciste du racisme fabriquée par des militants afro-américains révolutionnaires à la fin des années 1960. Selon lui, ces termes ne seraient pas l'expression d’une conceptualisation du racisme, mais « une arme symbolique qui consiste à réduire le racisme au racisme blanc censé être inhérent à la « société blanche » ou à la « domination blanche », celle-ci étant la seule forme de domination raciale reconnue et dénoncée par les néo-antiracistes. ». Ce « nouvel antiracisme » recourt à des catégories raciales pour se définir ce qui crée un antiracisme racialiste, voire raciste. L'Occident, qui est ainsi « essentialisé et démonisé en tant que raciste », devient « l’objet principal d’une haine sans limites ».